# Uniforme de la selección de fútbol de los Estados Unidos

## Evolución del uniforme
Desde su primer partido de carácter no oficial frente a Canadá, los uniformes que con frecuencia aparece camisas blancas con pantalones cortos azules. En 1950 aprueban un uniforme con estilo parecido a Perú, poniendo una raya diagonal a través de sus camisetas. La banda ha aparecido en el tercer uniforme para los años 2003, 2004, 2006, 2010 y 2011 así como en ambos uniformes utilizados en la Copa Mundial de Fútbol de 2010. Adidas fue el proveedor de uniformes para los Estados Unidos desde 1984 hasta 1995. Desde 1995, Nike es el proveedor de uniformes.

### Uniforme titular
| 1916 | 1930 | 1934 | 1950 | 1980 | 1983 | 1984-1986 | 1988 | 1989 | 1990-1991 |

| 1991-1994 | 1994 | 1995-1998 | 1998-2000 | 2000-2002 | 2002-2004 | 2004-2006 | 2006-2008 | 2008-2010 | 2010-2011 |  |

| 2012-2013 | 2013-2014 | 2014-2016 | 2015-2016 (Copa Oro) | 2016-2018 | 2017-2018 (Copa Oro) | 2018-2020 | 2019-2020 (Copa Oro) | 2020-2022 | Copa Oro 2021 |

| 2022-2024 | 2024-2025 | 2025-presente |

### Uniforme suplente
| 1980 | 1984-1986 |  | 1984-86 | 1989 | 1990-1991 | 1991-1994 | 1994 | 1995-1998 | 1998-2000 | 2000-2002 |

| 2002-2004 | 2004-2006 | 2006-2007 | 2007-2008 | 2008-2010 | 2010-2011 | 2011-2012 | 2012-2014 | 2014-2016 | 2016-2018 |

| 2017-2018 | 2018-2019 | 2019-2020 | 2020-2021 | 2022-2023 | 2023 | 2024 | 2025-Actual |

### Combinaciones
| 1984-86 | 1989 | 1989 vs Trinidad y Tobago | 1990 (Especial) | 1990 (Especial) | 1990 vs URSS | 1990-1991 | 1991-1992 | 1993 vs Japón | 1993 vs Alemania |

| 1994 vs Estonia | 1994 vs Arabia Saudita y Colombia | 1994 vs Brasil | 1994 vs Chile e Inglaterra | 1995-1996 (tercer) | 1996 vs Guatemala | 1997 vs Costa Rica y Perú | 1998 vs Bélgica | 1998-2000 | 1998-2000 |

| 1998-2000 | 2000-2001 | 2001 vs México | 2000-2002 | 2002-2004 | 2002-2004 | 2004-2006 | 2005 vs Costa Rica | 2004-2006 | 2006-2008 |

| 2006 | 2007 vs Ecuador | 2008-2009 | 2008-2009 | 2009 vs Costa Rica | 2010-2011 | 2010-2011 | 2011 | 2012-2013 | 2012-2013 |

| 2012-2013 | 2013 | 2015 vsChile | Copa Oro 2015 | Copa Oro 2015 | Copa Oro 2015 | 2017 | 2017 vs México | 2018 | 2018 |

| 2019 | Copa Oro 2019 | 2020-2022 | 2022 vs Japón | 2022 | 2023 vs México |

### Porteros
| Portero 1989 | Portero 1989 | Portero 1990-1991 (Meola) | Portero 1990-1991 (Vanole) | Portero 1990-1991 (Vanole) |

| Portero 1 1991-1994 | Portero 1 1994-1995 | Portero 2 1994-1995 |  | Portero 1 1995-98 | Portero 2 1995-98 |

| Portero 1 1998-2000 | Portero 2 1998-2000 | Portero 3 1998-2000 | Portero 4 1998-2000 | Portero 1 2000-2002 | Portero 2 2000-2002 |

| Portero 1 2002 -2004 | Portero 2 2002 -2004 | Portero 3 2002 -2004 | Portero 1 2004-2006 | Portero 2 2004-2006 | Portero 3 2004-2006 | Portero 4 2004-2006 | Portero 1 2006-2008 |  | Portero 2 2006-2008 |

| Portero 3 2006-2008 | Portero 2008-2010 | Portero 2 2008-2010 | Portero 3 2008-2010 | Portero 1 2010-2012 | Portero 2 2010-2012 | Portero 3 2010-2012 | Portero 4 2010-2011 | Portero 1 2012 | Portero 2 2012 |  |

| Portero 3 2012 | Portero 4 2012 | Portero 1 2013 | Portero 1 2014-2015 | Portero 2 2014-2016 | Portero 3 2014-2016 | Portero 4 2014-2016 | Portero 5 2014-2016 | Portero 1 2016 | Portero 2 2016 |

| Portero 3 2016 | Portero 4 2016 | Portero 1 2017 | Portero 2 2017 | Portero 3 2017 | Portero 1 2018-2019 | Portero 2 2018-2019 | Portero 3 2018-2019 | Portero 4 2018-2019 | Portero 1 2020 |

| Portero 2 2020 | Portero 3 2020 | Portero 4 2020 | Portero 5 2020 | Portero 1 2022 | Portero 2 2022 | Portero 3 2022 | Portero 4 2022 |  |

## Indumentaria
| Período       | Proveedor |
| ------------- | --------- |
| 1975-1994     | Adidas    |
| 1995-Presente | Nike      |